# Palacio de Justicia del Condado de Dundy
El Palacio de Justicia del Condado de Dundy (en inglés, Dundy County Courthouse) es un edificio de gobierno situado en ubicado en W. 7th Ave. y Chief St. en Benkelman, en el estado de Nebraska (Estados Unidos). Fue construido en 1921.
Es significativo por su asociación con el gobierno y por su arquitectura. En relación con otros palacios de justicia del tipo "ciudadela del condado" de Nebraska, tiene un grado inusual de ornamentación geométrica.
Fue diseñado por el arquitecto AT Simmons de Bloomington, quien previamente había diseñado el Palacio de Justicia del Condado de Chase en Chase.
Fue incluido en el Registro Nacional de Lugares Históricos en 1990.

## Galería

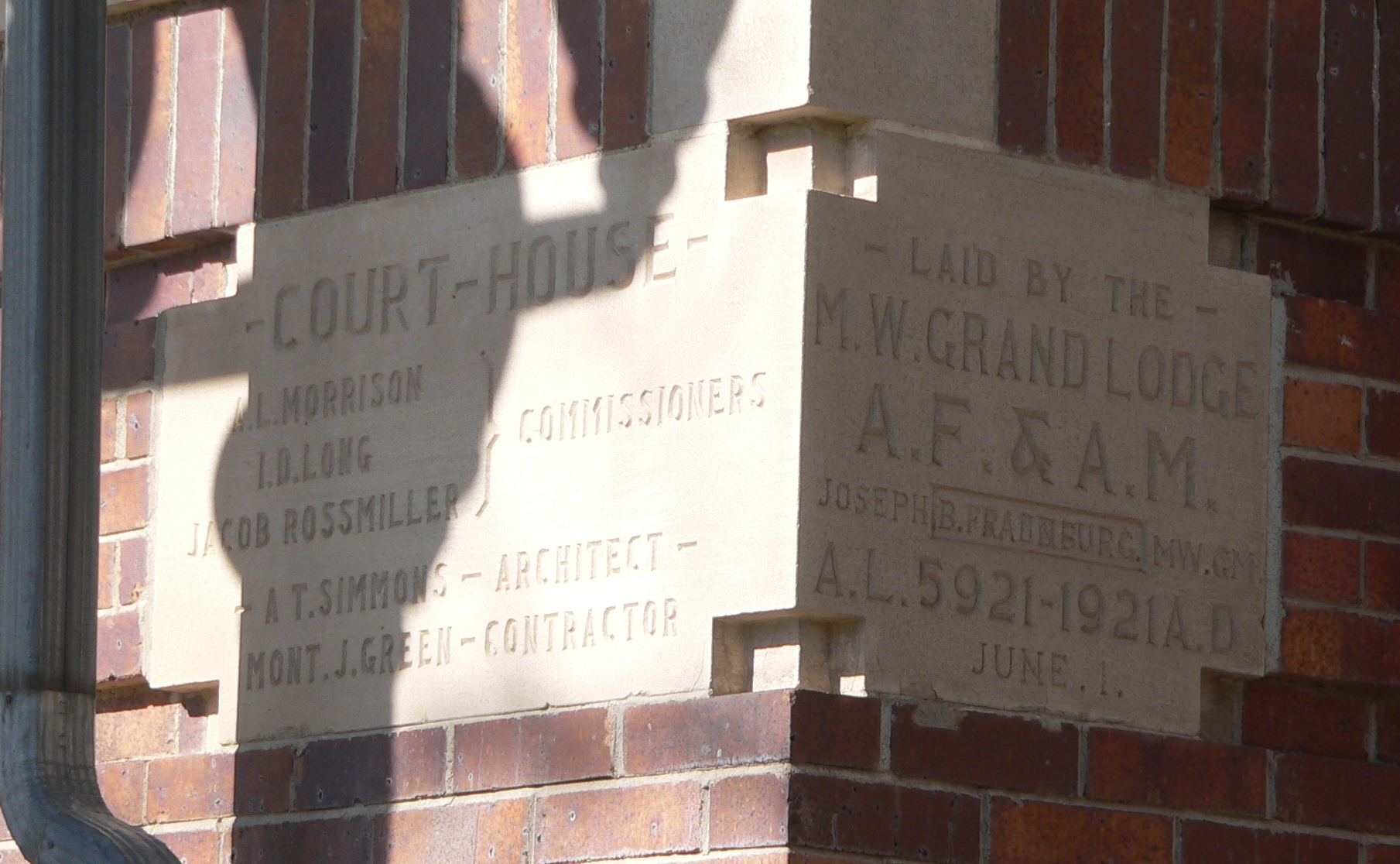
Piedra angular
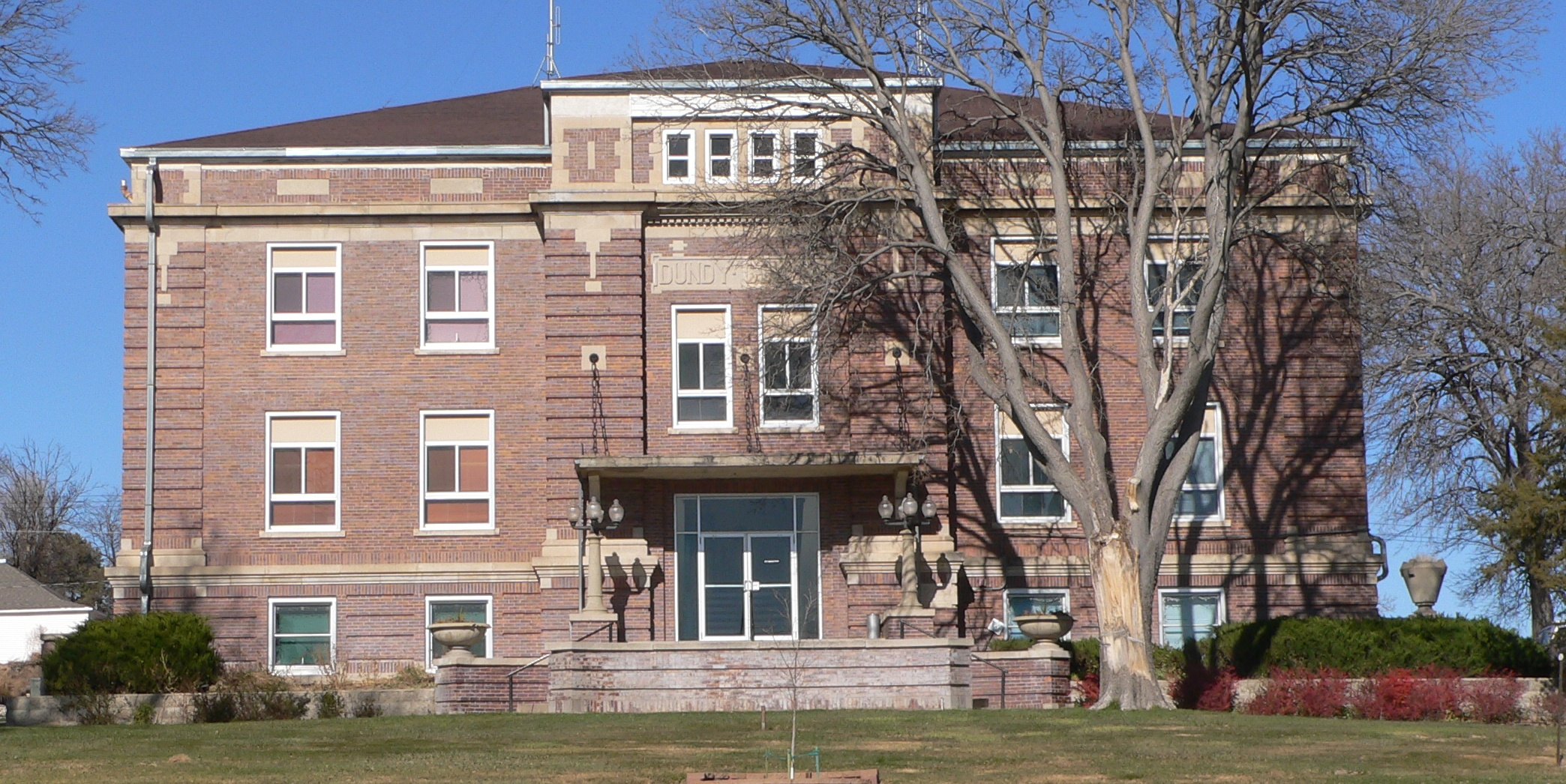
Vista desde el sur
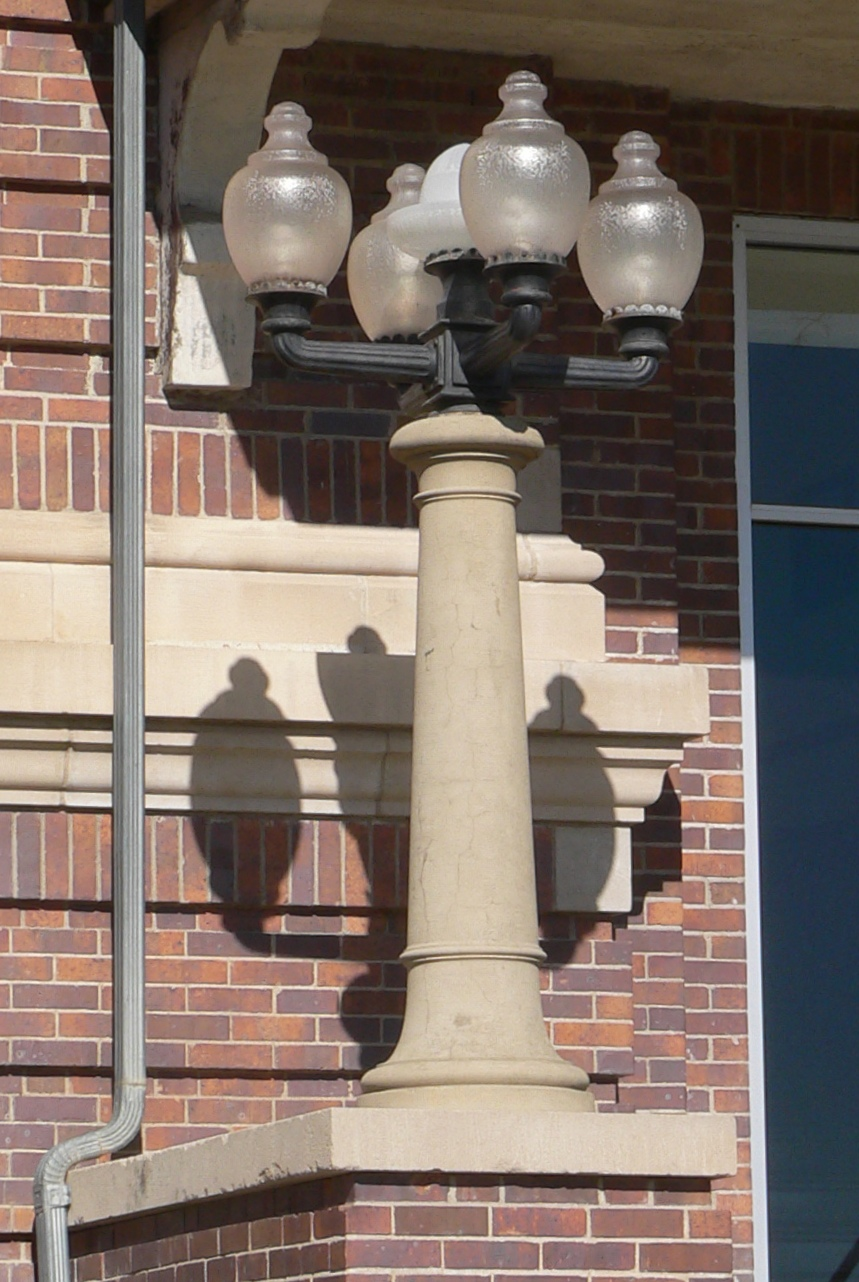
Lámparas
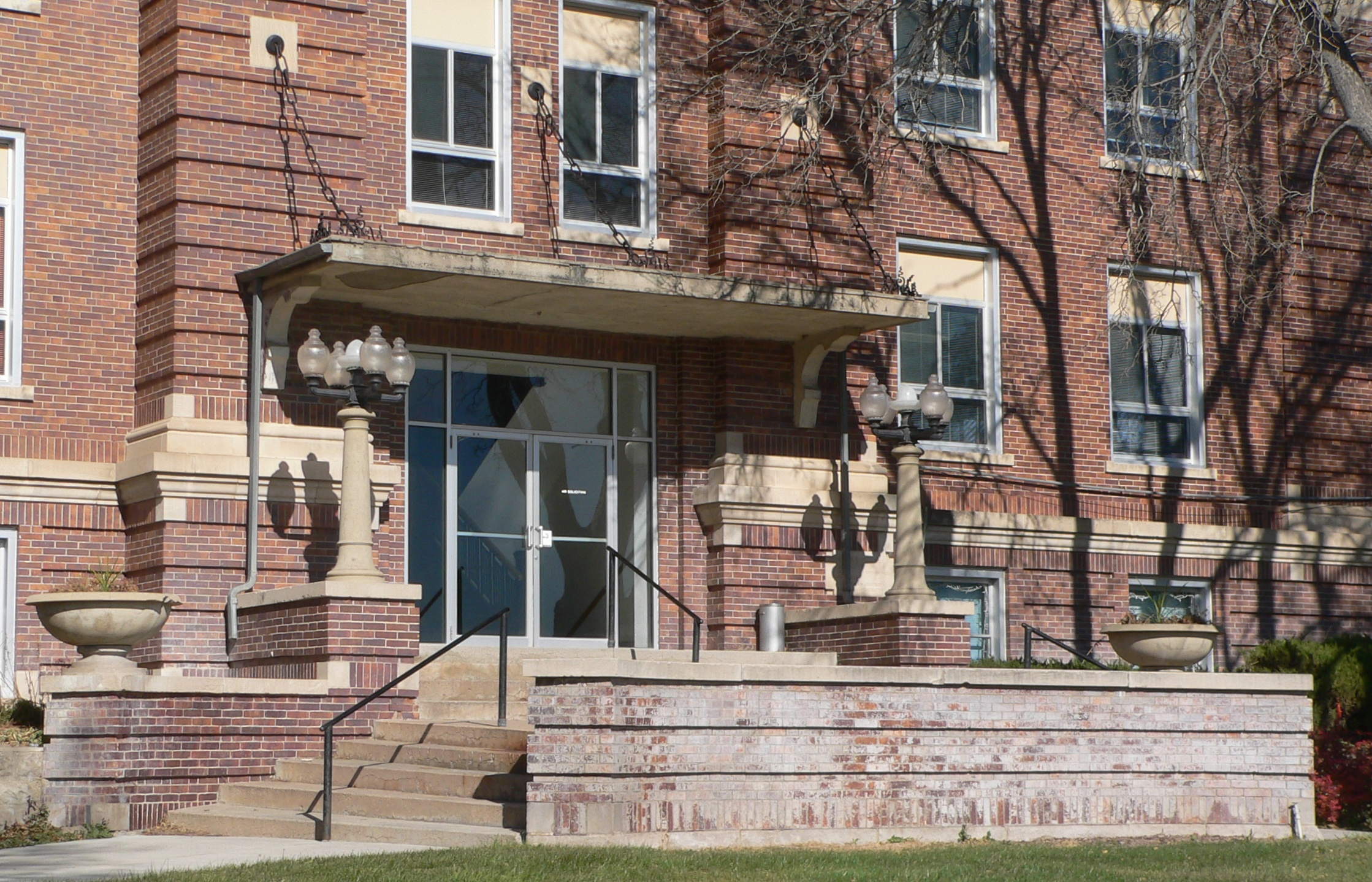
Entrada principal